# Okres Fier
Okres Fier (albánsky Rrethi i Fierit) je okres v Albánii. Má 200 000 obyvatel (2004) a rozlohu 850 km². Nachází se na jihozápadě země a jeho hlavním městem je Fier. Dalšími městy v okrese jsou Patos a Roskovec.